# Tumeur odontogène
 (mai 2025).
Si vous disposez d'ouvrages ou d'articles de référence ou si vous connaissez des sites web de qualité traitant du thème abordé ici, merci de compléter l'article en donnant les références utiles à sa vérifiabilité et en les liant à la section « Notes et références ».
Une tumeur odontogène est un néoplasme des cellules ou des tissus qui initient les processus odontogènes.
Les exemples comprennent:
- Tumeur odontogène adénomatoïde
- Fibrome améloblastique
- fibro-odontome améloblastique
- Améloblastome, un type de tumeur odontogène impliquant des améloblastes
- Fibrosarcome améloblastique
- Tumeur odontogène kystique calcifiante
- Tumeur odontogène épithéliale calcifiante
- Cémentoblastome
- Cémentome
- Kératocyste odontogène
- Carcinome odontogène
- Myxome odontogène
- Odontome
- Tumeur odontogénique squameuse